# 布田保之助

高藤鎮夫作「布田保之助銅像」

布田 惟暉（ふた これてる）または布田 保之助（ふた やすのすけ、享和元年11月26日（1801年12月31日） - 明治6年（1873年）4月3日）は、熊本県上益城郡（現・山都町）の矢部手永の惣庄屋（そうじょうや）（村長）で、事業家。特に荒地の白糸台地を灌漑した通潤橋を建設した。後に神社に祭られた。

## 略歴
享和元年11月26日、肥後国矢部に誕生。家柄で23歳時に矢部手永（これは郡と村の中間的行政的単位）の惣庄屋助役（そうじょうや）に就任。30歳時に開墾という功績のために金子を受領。32歳に惣庄屋に就任、34歳時には全国的な天保の大飢饉に際し、自分の領域では飢饉がなく褒美を受けた。52歳の時に通潤橋の建設に着手。54歳時に完成。61歳まで、惣庄屋。明治元年（1868年）に領主の細川氏から賞与をあたえられる。
惣庄屋を退いた晩年、布田保之助は白糸台地の西南端にある「津留（つる）」という山間部にあっても標高が低く比較的温暖な地区に住んで余生を過ごした。名も、島一葦（いちい）と改名している。ここから度々、矢部手永の会所があった濱町まで遠く険しい道のりを歩いて通っていたという。隠居後には、周りの世話をする侍女や側近数名を伴い巡回していたと伝えられているが、地元に残る歴史書には、侍女は布田の愛人であったという話がある。布田は死後、過剰に美化され・神格化されてきたので、このような話は公式な記録集には書かれていない。
1873年（明治6年）4月3日死亡。墓地は大正時代に子孫が住む熊本市内の万日山墓地（熊本市西区春日6丁目）に建立された。
島一葦と改名しているように、本人の希望は、個人の売名や権威、神格化、蓄財などではなく、私心を捨て、矢部手永住民の協調と幸せを願うものであった。自らが手がけた笹原磧（野尻用水）と通潤用水の間や他の井手との水利権をめぐる裁判係争、開拓事業との間で水争いが死後に起きたこと、本人だけが神社に祀られ教科書などで神格化されたことは、私心を捨て、多くの人々と協力しあいながら地域に大きな業績を残した本人の遺志に反することであったと考えられる。
1916年（大正5年）、従五位を追贈された。1952年、熊本県近代功労者となった。

## 通潤橋

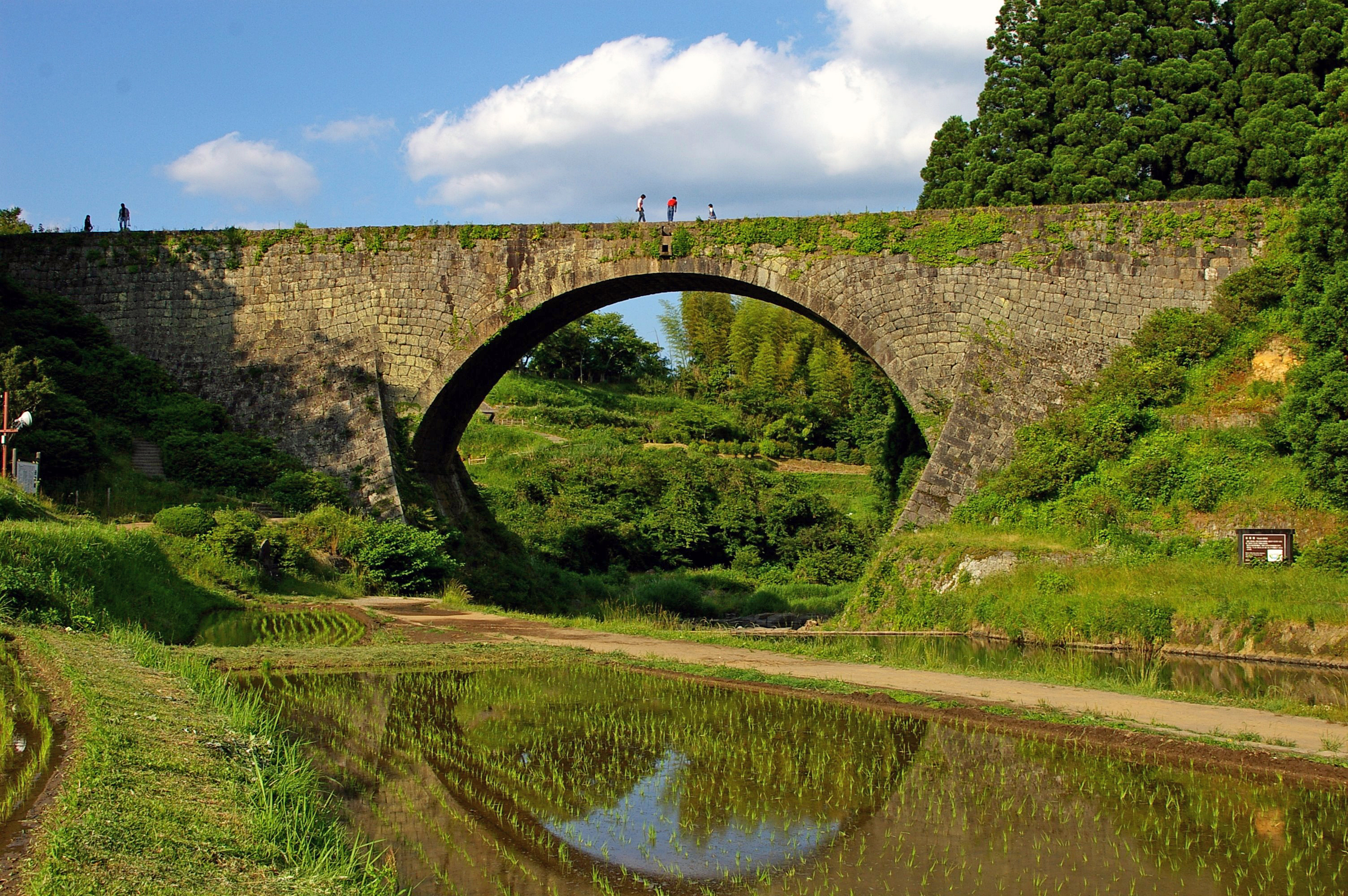
通潤橋（通潤用水）（2007年6月10日）

通潤橋は江戸時代の嘉永7年（1854年）に阿蘇の外輪山の南側熊本県上益城郡山都町の五老ヶ滝川（緑川上流に位置する一支流）の谷に架けられた石組みによる用水の水路橋。形式はアーチ橋となっており、橋の上部には3本の石管が通っている。肥後の石工（匠）の技術レベルの高さを証明する歴史的農業土木構造物であり、昭和35年（1960年）に国の重要文化財に、令和5年（2023年）には土木構造物として初の国宝に指定された。

## 成功の要素
最近の文献によると、通潤橋の成功は彼一人の功績ではなく、多くの人の協力があった。一つは彼の生涯の仕事の総決算としてなされ、今までの業績で絶大な信用があったこと、彼の立場では藩の予算の会議には出席できず、上役の郡代上妻（こうづま）半衛門とその上役の大奉行真野源之助の絶大な助力があったこと。近代的な工事費の返還システムがあったこと、技術的に石技術集団に九州各地の石橋の見学に行かせたり、藩主も門外不出の熊本城の石組を見学させたことなどがある。

### 布田保之助・惣庄屋時代の矢部手永会所の業績
- 道路 320カ所
  - 新道の間敷 60327間7合（28里）
  - そのうち敷石 21カ所 1440間
  - 貫通 2カ所 38間 石橋 2カ所 溝掘り 1904間
  - 往還の作り替え 23カ所 9066間
  - 村道の作り替え 48729間5合 合計 55里
- 眼鑑橋 大小 13橋
- 堤および井出 堤 7カ所 堤水面合計 2町4反18歩 井出延長間数 15181間 3合
- 石積 大小 35カ所

### 費用は15億
基本的には、藩（官）から金を借りる（官銭）ことと地元負担の2種があり、藩（官）のお金の出し方は常に悪いので、矢部手永の会所（役所）は手持ちで3倍の金を用意した。矢部手永の会所は上役の示唆で新田を作る方法と同じ方法を藩に認めさせた。矢部手永の会所は7年前から金子を貯めていたが、現代的な返還システムがなければ不可能であるし、これらは惣庄屋や矢部手永会所だけでは不可能で、上位役所・上役の協力がないとできない。開田の予定を42町とし、実際に開いたのは73町であったのも、自由に使える金を増やしたことになる。米相場で九千俵ほどの米を備蓄したし、まだ借金の返還に通常は銭百匁に四升2合が普通であるが、この場合は3升1合と優遇されている。これらは上役の努力がないとできない。
慶応3年の工事報告書によると総費用は711貫とある。これはおおざっぱにいって藩主細川重賢が最初に参勤交代した時の大坂までの費用（船賃を入れて）の800貫と同等である。1両が10万円とすると711貫は14億7000万ということになる。

### 江戸の公共事業
肥後藩内では加藤清正以来、土木事業が盛んであるが、藩の財政悪化があり、細川重賢が宝暦の改革をして、地方が一定の権限と財源が与えられた。通潤橋のみならず、多くの橋、用水路、新田開発を行っている。江戸の公共事業のシステムについては、３つの要素があった。藩庁の色んな部局に手持ちの資金があり、貨殖（公共ローン）を行っていた。当時の税金の一部を積み立てていた。（官銭）。地方の有力者の献金（寸志）があった。また地方のエリート少年が、役場に入り庄屋の見習いになり、その後幹部役人になれるシステムができていた。

## 技術
矢部手永の会所は高い所に水を送る技術として腐った樋が水を上に跳ねるのを応用した。逆サイフォンシステムという。水路を一部木にしたが失敗したので全部を石とした。水漏れを防ぐために独特の処方で漆喰を作った。完成の日、矢部手永の会所代表で最高責任者であった惣庄屋の布田は、死を覚悟して橋の上に正座したという。

## 文献
- 石井清喜　「マンパワーによってできた通潤橋」,2008, in『肥後学講座』II  熊日出版 熊本
- 芝本礼三　『布田保之助』1933,  稲本報徳社
- 笹原侘介　『布田保之助』1938,  布田翁遺徳顕彰会 東京
- 『通潤橋架橋　150周年記念誌』(2004-12-7) 　矢部町通潤地区土地改良区
- 土木学会誌 1992年3月号別冊特集 「構造デザイン」
- 暉峻淑子「布田保之助（歴史のヒーロー・ヒロイン）」『本郷』第62号、吉川弘文館、2006年、25頁。

## 布田保之助を題材とした作品
- 谷間にかかったにじの橋（今西祐行、『小学校国語 4年』昭和49年版、教育出版）[5]
- 草莽崛起 通潤橋物語 名もなき人々の偉業（原作：深町麗市、作画：斉藤むねお、PHP研究所、2018年）[6]